# Estado Libre de Lippe
El Estado Libre de Lippe (del alemán: Freistaat Lippe) fue un Estado alemán formado después de que el principado de Lippe fuera abolido tras la revolución alemana de 1918.
Después del final de la Segunda Guerra Mundial y el régimen nazi, Lippe fue restaurado. Esta autonomía finalizó en enero de 1947 cuando la administración británica incorporó Lippe en el nuevo estado federado alemán de Renania del Norte-Westfalia, que había sido creado unos tres meses antes. Los británicos establecieron un número de bases militares en Renania del Norte-Westfalia, una de las cuales estaba emplazada dentro de las fronteras del Estado Libre de Lippe.

## Ministros-Presidentes
| Nombre         | Nombre              | Asume el cargo | Deja el cargo | Partido | Partido |
| -------------- | ------------------- | -------------- | ------------- | ------- | ------- |
|                | Clemens Becker      | 1918           | 1920          |         | SPD     |
|                | Heinrich Drake      | 1920           | 1933          |         | SPD     |
|                | Ernst Krappe        | 1933           | 1933          |         | NSDAP   |
|                | Hans-Joachim Riecke | 1933           | 1936          |         | NSDAP   |
| Staatsminister |                     |                |               |         |         |
|                | Alfred Meyer        | 1936           | 1945          |         | NSDAP   |
| Regierungschef |                     |                |               |         |         |
|                | Adolf Wedderwille   | 1933           | 1945          |         | NSDAP   |